# Sojoez TMA-8
Sojoez TMA-8 (Russisch: Союз ТМА-8) was een Sojoez-missie naar het International Space Station.

## Bemanning
Gelanceerd:
- Pavel Vinogradov, bevelhebber -  Rusland
- Jeffrey Williams, vluchtingenieur -  Verenigde Staten
- Marcos Pontes, vluchtingenieur -  Brazilië

Landed:
- Pavel Vinogradov, bevelhebber -  Rusland
- Jeffrey Williams, vluchtingenieur -  Verenigde Staten
- Anousheh Ansari, ruimtetoerist -  Iran /  Verenigde Staten

Reservebemanning
- Fjodor Joertsjichin, bevelhebber -  Rusland
- Michael Fincke, vluchtingenieur -  Verenigde Staten
- Sergei Volkov, vluchtingenieur -  Rusland

## Missie parameters
- Massa 7,270 kg
- Perigeum: 200 km
- Apogeum: 241 km
- Glooiingshoek: ~51.7°
- omlooptijd: 88.6 min

## Gekoppeld aan het ISS
- Gekoppeld aan het ISS: 1 april, 2006,04:19 UTC (aan de pirs module)
- Afgekoppeld van het ISS: 28 september, 2006, 21:53